# Fiumara (comune)
Fiumara (Sciumara 'i Muru in dialetto reggino) è un comune italiano di 827 abitanti della città metropolitana di Reggio Calabria in Calabria.

## Geografia fisica

### Territorio
Il paese è situato alle falde dell'Aspromonte, a breve distanza dal Mar Tirreno e dallo Stretto di Messina.
Il comune è suddiviso in frazioni, di cui la principale è San Nicola, sede comunale. Il Rione Terra, arroccato sulla collina in cui sovrasta il cimitero, è il nucleo storico di Fiumara, in cui sorge l'antica chiesa dell'Immacolata, il Palazzo dei Catalani e i ruderi del Castello dei Ruffo di Calabria. Il rione è semi-rupestre, ma sono in corso fasi di riqualificazione dei beni architettonici. Un altro grande rione è San Rocco, posto in posizione dominante San Nicola, e in cui sorge la chiesa dell'omonimo santo, oggi parrocchiale. Nei dintorni del rione sorge il convento dei Cappuccini, ora in disuso. Al rione San Rocco è contigua la frazione Croce, da cui parte la strada per il cimitero, dal cui piazzale è possibile godere di una panoramica della vallata e dello Stretto di Messina.
Da San Rocco è possibile raggiungere la provinciale Campo Calabro - Melia, passando dalle contrade Baglio, Adorno, Matiniti e Acquamurata, appartenenti al comune di Fiumara.
Dalla provinciale 6, prima di giungere nel centro storico di Fiumara, si transita dalla frazione San Pietro in cui sorgono le chiese di San Pietro e della Madonna delle Grazie. È in questa frazione che il 7 dicembre 1944 nacque il celebre cantautore Mino Reitano, scomparso il 27 gennaio 2009 ad Agrate Brianza, dove risiedeva. In questi ultimi tempi è stata inaugurata una piazza a lui dedicata, proprio vicino alla sua casa natale.

## Storia
Fiumara fu fondata tra il IX ed il X secolo da profughi provenienti dalla città di Cene, presso l'attuale Villa San Giovanni, che erano scappati dalla costa a causa delle sempre più frequenti e violente incursioni dei pirati saraceni. Inizialmente, questo insediamento ebbe nome Cenisio (Kenision, Κηνίσιον in greco-bizantino), in ricordo dell'antica Cene. Poi, verso il XIII secolo, cominciò a chiamarsi Fiumara dei Mori, alludendo ai saraceni, o Fiumara delle Mura, siccome era l'unico insediamento fortificato della zona oltre Reggio. Il nome successivamente si trasformò in Fiumara di Muro.
Fiumara di Muro fu dal Medioevo il centro dell'amministrazione feudale (col titolo di Università) della zona compresa fra Cannitello e Catona lungo la costa e sino a San Roberto e i Piani d'Aspromonte nell'entroterra. Costituì fino alla fine del XVIII secolo uno fra i centri più grandi e sviluppati di tutto il Reggino. Era anche il centro dell'amministrazione ecclesiastica della zona, avendo la sua arcipretura giurisdizione su tutte le parrocchie e le chiese nel suo territorio. Per tutti questi motivi costituiva anche il più importante centro commerciale e agricolo del circondario, oltre Catona.
Dal XIII secolo i signori del feudo furono i Ruffo. Nel 1391 fu assaltata dai Mori, che fecero in quell'occasione 440 prigionieri, ma vennero distrutti da navi genovesi di passaggio nello Stretto. Nel 1411 passò dai Ruffo ai Sanseverino, ma nel 1422 andò sotto il dominio del conte di Terranova.
Nel 1443 il re Alfonso I di Napoli incaricò il capitano Nicola Melissari di conquistare Bagnara. Il Melissari partì con 500 concittadini, la conquistò e lì i suoi uomini divennero 700; partì alla volta di Scilla e la prese dopo tre giorni di resistenza. La città fu perciò multata con la somma di 3 000 reali. Da Scilla passò a Reggio, dove venne accolto trionfalmente e, avuti altri 3 200 uomini, prese anche Motta San Giovanni, che sottopose ad una contribuzione di 440 reali. Di lì passo a Pentedattilo, che oppose una lunga resistenza, ma il Melissari occupò pure questo paese, a cui fece pagare a caro prezzo l'opposizione confiscando i beni dei nobili, facendo strage di uomini, depredando bestiame e distruggendo ogni cosa. Conquistò poi San Lorenzo, obbligandolo a riscattarsi con una taglia di 3 000 reali. Dieci giorni dopo fu a Bova, città che venne risparmiata grazie all'intercessione del vescovo, ma fu obbligata a pagare una taglia di 5 000 scudi. Dopodiché si alloggiò presso la fiumara Amendolea. Il re Alfonso diede in dono al Melissari tutti i beni da lui confiscati, chiamando questo feudo De Proditoribus. Dopo questa riuscita impresa, il Melissari si stabilì a Reggio con tutta la sua famiglia.
Nel 1474 il feudo passò sotto il dominio di Bertoldo Carafa. Nel 1509 vi fu un forte terremoto che distrusse l'abitato di Fiumara ed anche Reggio, al quale ne seguirono altri cinque. Nell'agosto 1532 i Turchi sbarcarono a Catona, sbocco di Fiumara sulla marina, ma furono presto respinti dal capitano fiumarese Paolo Ruffo, che armò a dovere molti dipendenti del suo feudo. Tornarono nel 1543, con forze molto maggiori, sotto il comando del Barbarossa, il quale saccheggiò Fiumara, distruggendo gran parte del paese e facendo strage degli abitanti. In quel periodo si cominciarono a costruire forti torri di difesa lungo le coste del Meridione: nel territorio del Cenidéo si eressero Torre Cavallo, la Torre di Pirgo e la Torre di Pezzo (le prime due potrebbero avere però origine molto più antica). Da una nota di Domenico Spanò Bolani emerge che l'Università di Fiumara pagava una somma annua di 291,60 ducati per il mantenimento dei due guardiani e del cavallo di Torre Cavallo.
Negli anni successivi venne per due volte anche il pirata Dragut: la prima riuscì a depredare Fiumara, mentre la seconda (1563) fu respinto dalla stessa popolazione, chiamata a raccolta dallo stretto sistema di sorveglianza delle torri costiere. Nel 1586 la signora Eleonora Furnari di Fiumara cedette ai frati francescani parte dei suoi poderi nel paese; questi vi eressero una chiesa ed un convento, il quale diventò uno dei maggiori della Calabria: aveva una farmacia e un telaio meccanico in ferro per tessere la lana grezza. L'edificio sopravvisse sino al XX secolo e fino a pochi decenni fa vi era ancora qualche monaco, e la costruzione è tuttora visibile. Nel 1595 ricomparvero i turchi sulla marina di Catona: i locali furono sopraffatti e spogliati di tutte le loro imbarcazioni e coloro che cercarono di opporsi furono massacrati o fatti prigionieri. Altre incursioni a Reggio e territori circostanti furono tentate dal rinnegato Scipione Cicala.
Dalla fine del XVI secolo sempre più fiumaresi cominciarono a spostarsi sulla costa, specialmente dopo la Battaglia di Lepanto del 1571, che aveva reso le coste italiane più sicure dagli assalti turchi. La marina così riprese ad avere vita, e si formarono i primi villaggi sul mare, come Cannitello. Nel 1582 era padrona del feudo donna Diana Carafa, quando questo fu acquistato da don Vincenzo Ruffo, principe di Scilla, per la somma di centomila ducati. I vari rami della famiglia Ruffo mantennero il feudo per i secoli successivi.
A partire dal XVII secolo molti paesi della Signoria di Fiumara cominciarono a chiedere l'autonomia per le proprie parrocchie, ed i primi ad ottenerla furono San Roberto e Rosalì intorno al 1620. Lungo il XVIII secolo divennero parrocchie autonome pure Campo Calabro, Catona, Salìce, Cannitello, Fossa (l'attuale Villa San Giovanni) e tutti i paesini del circondario. E gli stessi paesi ottennero man mano anche l'autonomia amministrativa, alcuni già alla fine dello stesso secolo sotto i Borboni (come Villa nel 1797) con l'antico titolo di Università, altri all'inizio del XIX secolo sotto il dominio napoleonico, come San Roberto, Campo, Salìce, Rosalì e gli altri.
Nel 1806 con decreto di Giuseppe Bonaparte furono definitivamente abolite tutte le amministrazioni feudali, e così dopo più di sei secoli di storia finiva la Signoria di Fiumara di Muro e delle motte vicine. L'ultimo feudatario fu Francesco Ruffo, fratello del cardinale Fabrizio Ruffo, poi Intendente di Reggio nel 1822.
Persa la predominanza sulla zona, Fiumara accelerò il suo declino, che divenne inesorabile lungo il XIX ed il XX secolo, fino ai giorni nostri, in cui Fiumara risulta il più piccolo paese del circondario villese sia per superficie comunale sia per abitanti. Nel 1927 il comune venne accorpato a quello di Reggio Calabria nell'ambito della Grande Reggio, ma nel 1933, in seguito alla rinnovata autonomia di Villa San Giovanni, divenne frazione di quest'ultimo insieme a Campo Calabro e Cannitello. Riebbe l'autonomia nel 1948.

### Simboli
Lo stemma e il gonfalone sono stati concessi con decreto del presidente della Repubblica del 5 aprile 1995.
Il gonfalone è un drappo di rosso.

## Monumenti e luoghi d'interesse

### Architetture religiose
- Chiesa dell'Immacolata
- Chiesa di San Rocco
- Chiesa del Carmine
- Chiesa di Gesù Bambino
- Chiesa di San Pietro
- Chiesa delle Grazie

## Società

### Evoluzione demografica
Abitanti censiti

### Tradizioni e folclore
Tra le tradizioni di Fiumara, quelle che ogni anno attirano molte persone dei dintorni sono le festività patronali, che si svolgono ogni anno nel periodo estivo.
A San Nicola è celebrata solennemente il secondo lunedì di agosto la festa della Madonna del Carmine, a San Rocco quella dell'omonimo santo il lunedì seguente al 16 agosto, a Croce si alternano ogni anno le processioni della Madonna del Rosario e di San Vincenzo Ferreri, mentre a San Pietro quella di San Pietro e della Madonna delle Grazie.
L'8 dicembre si svolge solennemente la processione dell'Immacolata, patrona di Fiumara.
Tra le altre celebrazioni che si svolgono si possono accennare la Via Crucis, le processioni di Santa Lucia, del Corpus Domini, di Gesù Bambino e quella di San Giuseppe, effettuata saltuariamente.

## Economia
L'economia di Fiumara, si basa totalmente sull'agricoltura.

## Amministrazione
| Periodo          | Periodo           | Primo cittadino      | Partito                     | Carica                    | Note          |
| ---------------- | ----------------- | -------------------- | --------------------------- | ------------------------- | ------------- |
| 25 giugno 1985   | 11 luglio 1990    | Giuseppe Stracuzza   | Democrazia Cristiana        | Sindaco                   | [ 5 ]         |
| 11 luglio 1990   | 28 settembre 1993 | Giuseppe Stracuzza   | Democrazia Cristiana        | Sindaco                   | [ 5 ]         |
| 7 ottobre 1993   | 24 aprile 1995    | Paolo Galletta       | Partito Socialista Italiano | Sindaco                   | [ 6 ]         |
| 24 aprile 1995   | 14 giugno 1999    | Antonino Sergi       | Lista civica di centro      | Sindaco                   | [ 7 ]         |
| 14 giugno 1999   | 14 giugno 2004    | Antonino Sergi       | Partito Popolare Italiano   | Sindaco                   | [ 8 ]         |
| 14 giugno 2004   | 4 luglio 2007     | Domenico Cianci      | Lista civica di centro      | Sindaco                   | [ 9 ] [ 10 ]  |
| 4 luglio 2007    | 2 agosto 2007     | Salvatore Del Giglio |                             | Commissario prefettizio   | [ 11 ]        |
| 2 agosto 2007    | 15 aprile 2008    | Salvatore Del Giglio |                             | Commissario straordinario | [ 12 ]        |
| 15 aprile 2008   | 27 maggio 2013    | Stefano Repaci       | Lista civica                | Sindaco                   | [ 13 ]        |
| 15 giugno 2013   | 11 giugno 2018    | Stefano Repaci       | Lista civica                | Sindaco                   | [ 15 ]        |
| 11 giugno 2018   | 11 novembre 2020  | Vincenzo Pensabene   | Lista civica                | Sindaco                   | [ 17 ]        |
| 24 novembre 2020 | 15 maggio 2023    | Vincenzo Bellè       | Lista civica                | Sindaco                   | [ 19 ] [ 20 ] |
| 15 maggio 2023   | in carica         | Michele Filocamo     | Lista civica                | Sindaco                   | [ 22 ] [ 23 ] |